# Tranh chấp biên giới Ấn-Trung

Bản đồ hiển thị vùng lãnh thổ tranh chấp của Ấn Độ

Chủ quyền đối với hai phần lãnh thổ tách biệt đã bị tranh chấp giữa Trung Quốc và Ấn Độ. Aksai Chin nằm ở tỉnh Jammu và Kashmir của Ấn Độ, hoặc tỉnh Tân Cương của Trung Quốc, ở phía tây. Đây là một vùng đất hoang cao độ gần như không có người ở, được cắt ngang bởi đường cao tốc Tân Cương - Tây Tạng. Lãnh thổ tranh chấp khác nằm ở phía nam của McMahon Line. Nó trước đây được gọi là Cơ quan biên giới Đông Bắc, và nay được gọi là Arunachal Pradesh. Dòng McMahon là một phần của Công ước Simla năm 1914 giữa Ấn Độ thuộc Anh và Tây Tạng, một thỏa thuận bị Trung Quốc bác bỏ.
Chiến tranh Trung-Ấn năm 1962 đã được chiến đấu ở cả hai khu vực này. Một thỏa thuận để giải quyết tranh chấp đã được ký kết vào năm 1996, bao gồm "các biện pháp xây dựng lòng tin" và một Dòng kiểm soát thực tế được hai bên thống nhất. Năm 2006, đại sứ Trung Quốc tại Ấn Độ tuyên bố rằng tất cả Arunachal Pradesh là lãnh thổ của Trung Quốc  trong bối cảnh xây dựng quân đội. Vào thời điểm đó, cả hai quốc gia đều tuyên bố xâm nhập tới một km ở mũi phía bắc của Sikkim. Năm 2009, Ấn Độ tuyên bố sẽ triển khai thêm lực lượng quân sự dọc biên giới. Năm 2014, Ấn Độ đề xuất Trung Quốc nên thừa nhận chính sách "Một Ấn Độ" để giải quyết tranh chấp biên giới.

## Bối cảnh

### Aksai Chin

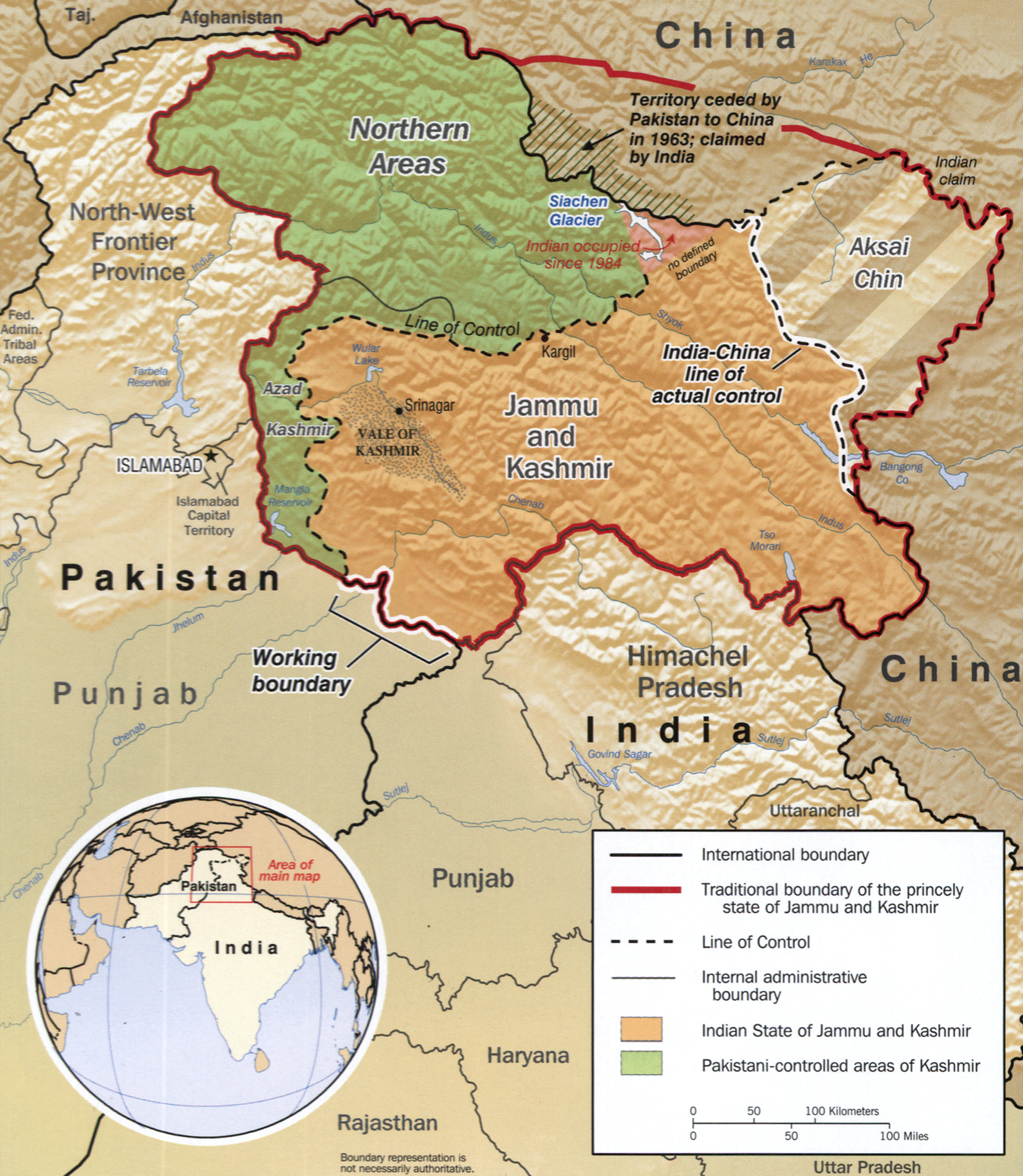
Phần phía tây của ranh giới tranh chấp.
Từ điểm thấp nhất của khu vực (trên sông Karakash ở khoảng 14.000 feet (4.300 m) đến các đỉnh núi băng cao tới 22.500 feet (6.900 m) trên mực nước biển, đây là khu vực hoang vắng, phần lớn không có người ở, có diện tích 37.244 km vuông (14.380 dặm vuông). Sự hoang vắng của Aksai Chin có nghĩa là nó không có tầm quan trọng của con người ngoài các tuyến thương mại cổ đại đi qua nó, cung cấp lối đi ngắn trong mùa hè cho các đoàn lữ hành yak từ Tân Cương và Tây Tạng.
Một trong những hiệp ước đầu tiên liên quan đến các ranh giới ở khu vực phía tây đã được ban hành vào năm 1842. Đế quốc Sikh của vùng Punjab đã sáp nhập Ladakh vào bang Jammu vào năm 1834. Năm 1841, họ xâm chiếm Tây Tạng bằng một đội quân. Các lực lượng Trung Quốc đã đánh bại quân đội Sikh và lần lượt tiến vào Ladakh và bao vây Leh. Sau khi bị lực lượng Sikh kiểm tra, người Trung Quốc và người Sikh đã ký một hiệp ước vào tháng 9 năm 1842, quy định không có sự vi phạm hay can thiệp nào vào biên giới của nước khác. Anh đánh bại người Sikh năm 1846 dẫn đến việc chuyển chủ quyền đối với Ladakh cho người Anh, và các ủy viên Anh đã cố gắng gặp gỡ các quan chức Trung Quốc để thảo luận về biên giới mà họ hiện đang chia sẻ. Tuy nhiên, cả hai bên đều hài lòng rằng một đường viền truyền thống được nhận ra và xác định bởi các yếu tố tự nhiên, và đường viền không được phân định ranh giới. Ranh giới ở hai cực, hồ Pangong và đèo Karakoram, được xác định khá hợp lý, nhưng khu vực Aksai Chin ở giữa không được xác định rõ ràng.

#### Tuyến Johnson

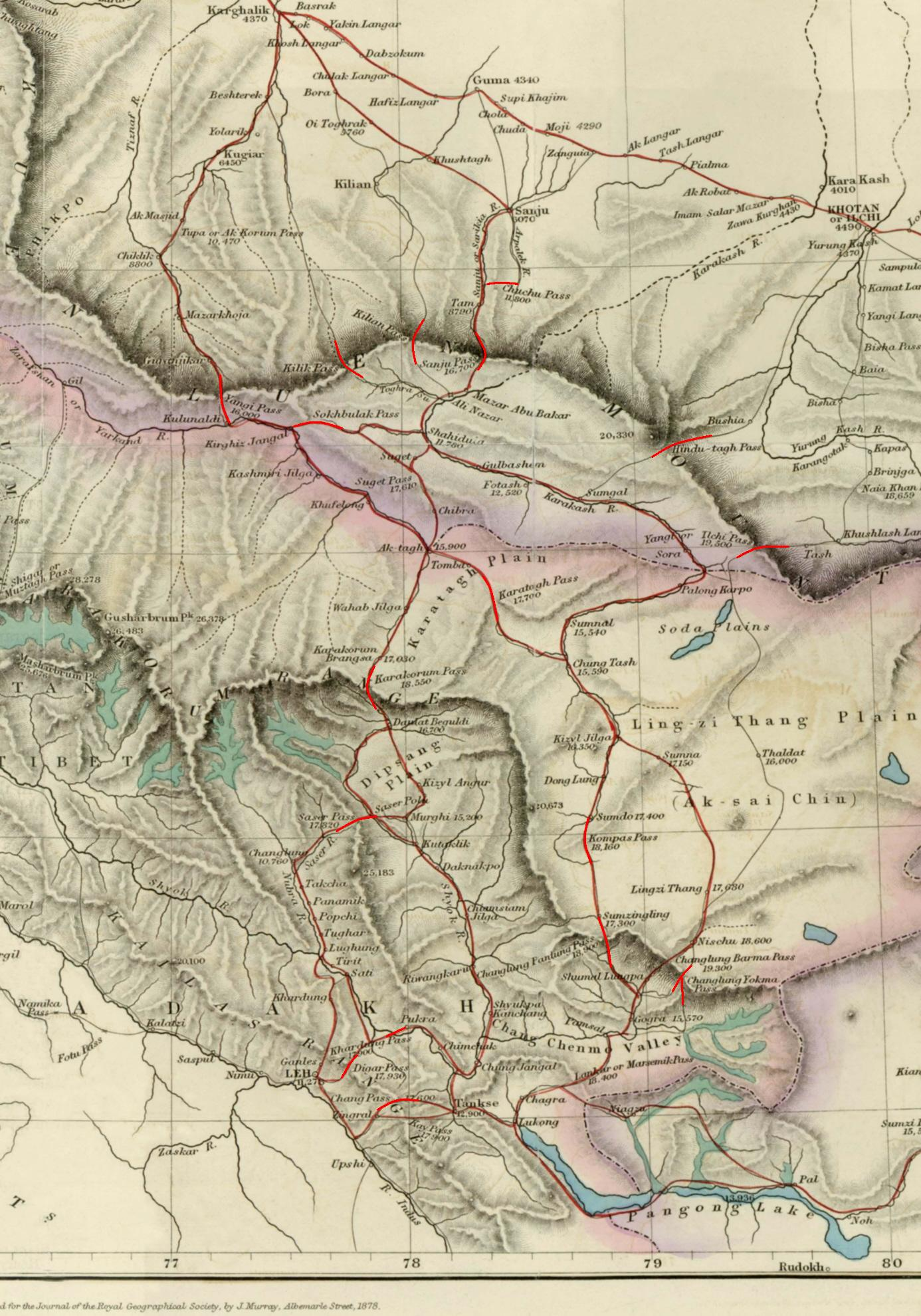
Bản đồ Trung Á (1878) hiển thị Khotan (gần góc trên cùng bên phải). Biên giới trước đây được tuyên bố bởi Đế quốc Ấn Độ Anh được thể hiện trong dải màu tím và hồng hai tông với Shahidulla và các đèo Kilik, Kilian và Sanju ở phía bắc biên giới.

W. H. Johnson, một công chức thuộc Cơ quan Khảo sát Ấn Độ đã đề xuất "Đường Johnson" vào năm 1865, đưa Aksai Chin vào Jammu và Kashmir. Đây là thời điểm của cuộc nổi dậy Dungan, khi Trung Quốc không kiểm soát Tân Cương, vì vậy tuyến này không bao giờ được trình bày cho người Trung Quốc. Johnson đã trình bày dòng này cho Maharaja of Jammu và Kashmir, người sau đó đã tuyên bố 18.000 km2 nằm trong lãnh thổ của mình  và bằng một số ghi chép, ông đã tuyên bố lãnh thổ xa hơn về phía bắc đến tận Đèo Sanju. Công việc của Johnson đã bị chỉ trích nặng nề vì sự thiếu chính xác, với mô tả ranh giới của anh ta là "vô lý một cách rõ ràng", và anh ta đã bị Chính phủ Anh khiển trách và từ chức khỏi Khảo sát. Maharajah của Jammu và Kashmir đã xây dựng một pháo đài tại Shahidulla (Xaidulla ngày nay), và đã đóng quân ở đó trong một số năm để bảo vệ các đoàn lữ hành. Cuối cùng, hầu hết các nguồn đều đặt Shahidulla và thượng lưu sông Karakash trong lãnh thổ Tân Cương (xem bản đồ đi kèm). Theo Francis Younghusband, người đã khám phá khu vực này vào cuối những năm 1880, chỉ có một pháo đài bị bỏ hoang và không có một ngôi nhà có người ở tại Shahidulla khi ông ở đó - đó chỉ là một vị trí dàn dựng thuận tiện và một trụ sở thuận tiện cho Kirghiz du mục. Pháo đài bị bỏ hoang rõ ràng đã được xây dựng vài năm trước bởi Dogras. Năm 1878, người Trung Quốc đã tái chiếm Tân Cương và đến năm 1890, họ đã có Shahidulla trước khi vấn đề được quyết định. Đến năm 1892, Trung Quốc đã dựng lên các mốc biên giới tại đèo Karakoram.
Năm 1897, một sĩ quan quân đội Anh, Sir John Ardagh, đã đề xuất một đường ranh giới dọc theo đỉnh của dãy núi Kun Lun phía bắc sông Yarkand. Vào thời điểm Anh lo ngại về nguy cơ bành trướng của Nga khi Trung Quốc suy yếu, và Ardagh lập luận rằng đường dây của anh ta có thể phòng thủ được nhiều hơn. Dòng Ardagh thực sự là một sửa đổi của dòng Johnson và được gọi là "Tuyến Johnson-Ardagh".

#### Tuyến Macartney-Macdonald

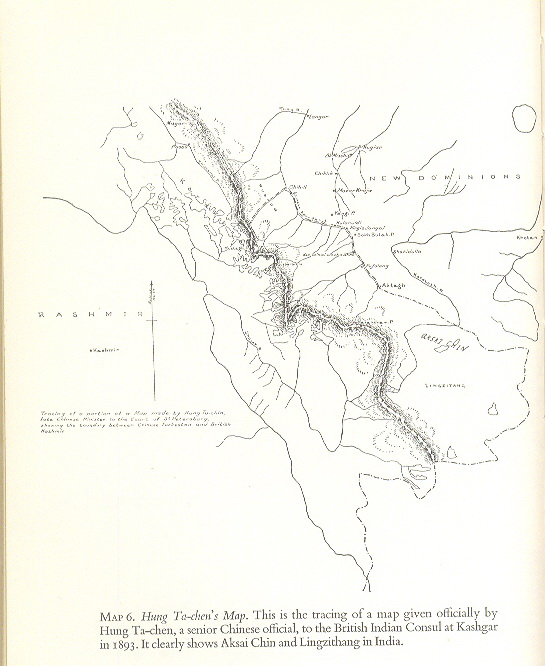
Bản đồ do Hung Ta-chen đưa ra cho lãnh sự Anh tại Kashgar năm 1893. Ranh giới, được đánh dấu bằng một đường chấm chấm mỏng, khớp với đường Johnson [16]: Trang. 73, 78^{:pp. 73, 78}

Năm 1893, Hung Ta-chen, một quan chức cao cấp của Trung Quốc tại St. Petersburg, đã trao bản đồ khu vực cho George Macartney, tổng lãnh sự Anh tại Kashgar, trùng khớp với các chi tiết rộng. Năm 1899, Anh đề xuất một ranh giới sửa đổi, ban đầu được đề xuất bởi Macartney và được phát triển bởi Toàn quyền Ấn Độ Lord Elgin. Ranh giới này đặt các đồng bằng Lingzi Tang, nằm ở phía nam dãy Laktsang, Ấn Độ và Aksai Chin, nằm ở phía bắc dãy Laktsang, Trung Quốc. Biên giới này, dọc theo dãy núi Karakoram, được đề xuất và hỗ trợ bởi các quan chức Anh vì một số lý do. Dãy núi Karakoram tạo thành một ranh giới tự nhiên, sẽ đặt biên giới của Anh lên lưu vực sông Indus trong khi để lại lưu vực sông Tarim trong sự kiểm soát của Trung Quốc, và sự kiểm soát của Trung Quốc đối với dòng chảy này sẽ gây trở ngại hơn nữa cho sự tiến bộ của Nga ở Trung Á. Người Anh đã trình bày tuyến này, được gọi là tuyến Macartney-MacDonald, cho người Trung Quốc vào năm 1899 trong một ghi chú của Sir Claude MacDonald. Chính phủ nhà Thanh đã không trả lời cho ghi chú này và người Anh đã coi đó là sự thông qua của Trung Quốc. Mặc dù không có ranh giới chính thức nào được đàm phán, Trung Quốc tin rằng đây là ranh giới được chấp nhận.